# Fonds für temporäres Wohnen in Wien
Der Fonds zur Beratung und Betreuung von Zuwanderern (Zuwanderer-Fonds) wurde 1971 von der Stadt Wien und den Sozialpartnern (Kammer für Arbeiter und Angestellte in Wien; Österreichischer Gewerkschaftsbund; Vereinigung der Österreichischen Industrie, Landesgruppe Wien; Wirtschaftskammer Wien) mit dem Ziel gegründet, Menschen, die aus dem In- und Ausland nach Wien zuwandern wollen, schnell und unbürokratisch Wohnraum zur Verfügung stellen zu können. 2017 wurden Aufgabengebiet und Name geändert. Als Mein Wien-Apartment hilft der Fonds für temporäres Wohnen in Wien Menschen in prekärer Wohnsituation. Aktuell gestioniert der Fonds ca. 1.600 Apartments in eigenen und ca. 2.200 Apartments in mitverwalteten Häusern  an gesamt 28 Standorten. Der Sitz des Fonds und der Beratungsstelle befindet sich in der Schlachthausgasse 29 (U-3, Station Schlachthausgasse) im 3. Wiener Gemeindebezirk Landstraße. 